# Christian Scholze
Christian Scholze (* 1969 in Witten) ist ein deutscher Dramaturg und Theaterregisseur.

## Leben und Wirken
Christian Scholze wuchs in Sprockhövel auf. An der Julius-Maximilians-Universität Würzburg und der Universität Trier studierte er Anglistik und Germanistik und schloss als Magister (Anglistik) ab. 
Seit 1995 betätigt er sich als Theaterregisseur und inszenierte Stücke von Sophokles, Shakespeare, Brecht, Miller, O’Neill und Dürrenmatt, aber auch zeitgenössische Stücke. Diesbezüglich beachtet wurde u. a. seine Inszenierung von Feridun Zaimoglus und Günter Senkels Erfolgsstück Schwarze Jungfrauen am Westfälischen Landestheater 2006, der er 2009 einen zweiten Teil folgen ließ. Diese Inszenierung feierte im Rahmen des Duisburger Festivals Akzente 09 Premiere. 2005 wurde Scholze leitender Dramaturg des Abendtheaters am Westfälischen Landestheater in Castrop-Rauxel. 
Als Lehrbeauftragter für Germanistik an der Universität Duisburg-Essen in Essen seit 2003 ist er auch Leiter des dortigen Universitätstheaters.

## Quelle
- Westropolis

| Personendaten    | Personendaten                            |
| ---------------- | ---------------------------------------- |
| NAME             | Scholze, Christian                       |
| KURZBESCHREIBUNG | deutscher Dramaturg und Theaterregisseur |
| GEBURTSDATUM     | 1969                                     |
| GEBURTSORT       | Witten                                   |